# Vòng loại bóng đá nữ Thế vận hội Mùa hè 2016 khu vực châu Phi
Giải vòng loại bóng đá nữ Thế vận hội của CAF năm 2015 là lần thứ tư giải đấu vòng loại bóng đá nữ Thế vận hội khu vực châu Phi được tổ chức. Giải được tổ chức bởi Liên đoàn bóng đá châu Phi (CAF) để chọn ra đội tuyển đại diện của châu Phi tham dự môn bóng đá tại Thế vận hội Mùa hè. Hai đội tuyển có thành tích tốt nhất sẽ có mặt tại giải bóng đá nữ Thế vận hội Mùa hè 2016 ở Brasil.
Nam Phi lần thứ hai liên tiếp giành quyền dự Thế vận hội, trong khi Zimbabwe có lần đầu tiên.

## Các đội tuyển
Có tổng cộng 18 đội tuyển tham dự vòng loại.
| Vòng đấu | Các đội tham gia từ vòng này | Số đội |
| -------- | --- | ------ |
| Vòng một | - Gabon - Guiné-Bissau - Liberia - Libya | 4      |
| Vòng hai | - Ai Cập - Botswana - Bờ Biển Ngà - Cameroon - Cộng hòa Congo - Ghana - Guinea Xích Đạo - Kenya - Mali - Nam Phi - Nigeria - Tunisia - Zambia - Zimbabwe | 14     |
| Tổng     | Tổng | 18     |

| Không tham dự |
| --- |
| - Algérie - Angola - Bénin - Burkina Faso - Burundi - Cabo Verde - Comoros - CHDC Congo - Djibouti - Eritrea - Ethiopia - Gambia - Guinée - Lesotho - Madagascar - Malawi - Maroc - Mauritanie - Mauritius - Mozambique - Nam Sudan - Namibia - Niger - Rwanda - São Tomé và Príncipe - Sénégal - Seychelles - Sierra Leone - Somalia - Sudan - Eswatini - Tanzania - Tchad - Togo - Trung Phi - Uganda |

## Thể thức
Các cặp đấu diễn ra theo thể thức lượt đi và về. Nếu tổng tỉ số hòa sau hai lượt, luật bàn thắng sân khách sẽ được áp dụng, và nếu vẫn bất phân thắng bại thì sẽ đá tiếp hiệp phụ. Luật bàn thắng sân khách vẫn tiếp tục được áp dụng sau khi kết thúc hai hiệp phụ, và nếu tỉ số vẫn hòa thì hai đội vẫn hòa thì sẽ tổ chức sút luân lưu để phân định.

## Vòng một
| Đội 1        | TTS | Đội 2   | Lượt đi | Lượt về |
| ------------ | --- | ------- | ------- | ------- |
| Guiné-Bissau | w/o | Liberia | —       | —       |
| Gabon        | w/o | Libya   | —       | —       |

Ghi chú: Guine-Bissau và Libya bỏ cuộc.

## Vòng hai
| Đội 1          | TTS     | Đội 2           | Lượt đi | Lượt về |
| -------------- | ------- | --------------- | ------- | ------- |
| Liberia        | w/o     | Cameroon        | —       | —       |
| Ai Cập         | 1–4     | Ghana           | 1–1     | 0–3     |
| Bờ Biển Ngà    | w/o     | Tunisia         | —       | —       |
| Zambia         | 2–2 (k) | Zimbabwe        | 2–1     | 0–1     |
| Gabon          | 2–8     | Nam Phi         | 2–3     | 0–5     |
| Botswana       | 2–2 (k) | Kenya           | 2–1     | 0–1     |
| Nigeria        | w/o     | Mali            | —       | —       |
| Cộng hòa Congo | 0–7     | Guinea Xích Đạo | 0–3     | 0–4     |

Ghi chú: Liberia, Mali và Tunisia bỏ cuộc, trong đó Liberia bỏ cuộc vì lý do dịch bệnh Ebola bùng phát (ban đầu dự định thi đấu trận sân nhà tại Cameroon).
| Ai Cập            | 1–1      | Ghana      |
| ----------------- | -------- | ---------- |
| Ahmed 90' (ph.đ.) | Chi tiết | Boakye 26' |

| Ghana                               | 3–0      | Ai Cập |
| ----------------------------------- | -------- | ------ |
| Boakye 53' · Ayieyam 85' · Addo 88' | Chi tiết |        |

| Zambia                  | 2–1      | Zimbabwe     |
| ----------------------- | -------- | ------------ |
| Mubanga 12' · Banda 15' | Chi tiết | Neshamba 48' |

| Zimbabwe       | 1–0      | Zambia |
| -------------- | -------- | ------ |
| Muzongondi 24' | Chi tiết |        |

| Gabon                            | 2–3      | Nam Phi                         |
| -------------------------------- | -------- | ------------------------------- |
| Mapangou 3' (ph.đ.) · Louise 70' | Chi tiết | Seoposenwe 26', 35' · Mollo 75' |

| Nam Phi                                                 | 5–0      | Gabon |
| ------------------------------------------------------- | -------- | ----- |
| Seoposenwe 8', 58' · Dlamini 22' · Jane 24' · Mollo 77' | Chi tiết |       |

| Botswana                     | 2–1      | Kenya          |
| ---------------------------- | -------- | -------------- |
| Tholakele 20' · Keleboge 30' | Chi tiết | Kinuthia 90+3' |

| Kenya       | 1–0      | Botswana |
| ----------- | -------- | -------- |
| Shikobe 90' | Chi tiết |          |

| Cộng hòa Congo | 0–3      | Guinea Xích Đạo            |
| -------------- | -------- | -------------------------- |
|                | Chi tiết | Jumária 6' · Jade 10', 19' |

| Guinea Xích Đạo        | 4–0      | Cộng hòa Congo |
| ---------------------- | -------- | -------------- |
| Jade ?', ?', ?' · ? ?' | Chi tiết |                |

## Vòng ba
| Đội 1       | TTS     | Đội 2           | Lượt đi    | Lượt về      |
| ----------- | ------- | --------------- | ---------- | ------------ |
| Cameroon    | 3–3 (k) | Ghana           | 1–1        | 2–2          |
| Bờ Biển Ngà | w/o     | Zimbabwe        | 3–0 (awd.) | —            |
| Nam Phi     | 2–0     | Kenya           | 1–0        | 1–0          |
| Nigeria     | 2–3     | Guinea Xích Đạo | 1–1        | 1–2 (s.h.p.) |

Ghi chú: Zimbabwe không đủ kinh phí di chuyển cho trận lượt đi, do đó FIFA xử thắng 3–0 cho Bờ Biển Ngà. CAF ban đầu định trao chiến thắng luôn cho Bờ Biển Ngà và miễn đá lượt về, tuy nhiên sau đó FIFA lật ngược lại quyết định này. Bờ Biển Ngà sau đó sau đó lỡ trận lượt về dự kiến, tuy nhiên không bị xử thua, trong khi trận lượt về được dời sang một ngày khác. Cuối cùng Bờ Biển Ngà rút lui không thi đấu trận lượt về này.
| Cameroon  | 1–1      | Ghana     |
| --------- | -------- | --------- |
| Manie 54' | Chi tiết | Myles 25' |

| Ghana                    | 2–2      | Cameroon                   |
| ------------------------ | -------- | -------------------------- |
| Suleman 15' · Boakye 47' | Chi tiết | Ngono Mani 44' · Nkada 83' |

| Bờ Biển Ngà | 3–0 Được xử thắng | Zimbabwe |
| ----------- | ----------------- | -------- |
|             | Chi tiết          |          |

| Zimbabwe | Hủy      | Bờ Biển Ngà |
| -------- | -------- | ----------- |
|          | Chi tiết |             |

| Nam Phi      | 1–0      | Kenya |
| ------------ | -------- | ----- |
| Ramalepe 75' | Chi tiết |       |

| Kenya | 0–1      | Nam Phi      |
| ----- | -------- | ------------ |
|       | Chi tiết | Muluadzi 24' |

| Nigeria    | 1–1      | Guinea Xích Đạo |
| ---------- | -------- | --------------- |
| Ayinde 27' | Chi tiết | Chinasa 62'     |

| Guinea Xích Đạo            | 2–1 (s.h.p.) | Nigeria   |
| -------------------------- | ------------ | --------- |
| Chuigoué 86' · Añonma 112' | Chi tiết     | Okobi 12' |

## Vòng bốn
| Đội 1    | TTS     | Đội 2           | Lượt đi | Lượt về |
| -------- | ------- | --------------- | ------- | ------- |
| Cameroon | 2–2 (k) | Zimbabwe        | 2–1     | 0–1     |
| Nam Phi  | 1–0     | Guinea Xích Đạo | 0–0     | 1–0     |

| Cameroon            | 2–1      | Zimbabwe    |
| ------------------- | -------- | ----------- |
| Ngono Mani 69', 81' | Chi tiết | Neshamba 6' |

| Zimbabwe    | 1–0      | Cameroon |
| ----------- | -------- | -------- |
| Neshamba 8' | Chi tiết |          |

| Nam Phi | 0–0      | Guinea Xích Đạo |
| ------- | -------- | --------------- |
|         | Chi tiết |                 |

| Guinea Xích Đạo | 0–1      | Nam Phi        |
| --------------- | -------- | -------------- |
|                 | Chi tiết | Seoposenwe 62' |

## Các đội vượt qua vòng loại
| Tên đội  | Ngày vượt qua vòng loại | Các lần góp mặt trước đây |
| -------- | ----------------------- | ------------------------- |
| Zimbabwe | 18 tháng 10 năm 2015    | 0 (lần đầu)               |
| Nam Phi  | 18 tháng 10 năm 2015    | 1 (2012)                  |

## Cầu thủ ghi bàn
5 bàn
- Jade
- Jermaine Seoposenwe

3 bàn
- Madeleine Ngono Mani
- Portia Boakye
- Rudo Neshamba

2 bàn
- Sanah Mollo

1 bàn
- Engy Ahmed
- Lesego Keleboge
- Refilwe Tholakele
- Christine Manie
- Agnes Nkada
- Yog Atouth Louise
- Winnie Mapangou
- Elizabeth Addo
- Jane Ayieyam
- Samira Suleman
- Mercy Myles
- Genoveva Añonma
- Gloria Chinasa
- Dorine Chuigoué
- Jumária
- Mary Kinuthia
- Dorcas Shikobe
- Amanda Dlamini
- Refiloe Jane
- Rhoda Muluadzi
- Lebogang Ramalepe
- Halimatu Ayinde
- Ngozi Okobi
- Barbara Banda
- Hellen Mubanga
- Felistas Muzongondi

Ghi chú: Một bàn thắng của Guinea XĐ thiếu thông tin người ghi bàn.